# 渤海千户所
渤海千户所，明朝时设置的千户所。
弘治中置，治所在今北京市怀柔区渤海所。万历元年（1573年）徙治慕田峪，四年复故。清朝顺治九年（1652年）省。